# Алгоритм Яроу
Алгоритм Яроу (англ. Yarrow algorithm) — криптографічно стійкий генератор псевдовипадкових чисел. Назву алгоритму взято від англійської назви деревію (англ. Yarrow), рослини, стебла якої сушили і використовували як джерело ентропії в китайському ворожінні на деревії.
Алгоритм був розроблений Брюсом Шнайєром, Джоном Келсі і Нільсом Фергюсоном з Counterpane Labs (Kelsey у співавт., 1999). Алгоритм Яроу не запатентований і безоплатний, і не потребує ліцензії для використання. Алгоритм включений в Mac OS X і FreeBSD для їх /dev/random пристроїв.
Подальшим розвитком алгоритму є алгоритм Fortuna, створений Фергюсоном і Шнайєром і описаний в їх книзі «Практична криптографія».